# 夏永豪
夏永豪，MBE，JP（1937年5月21日—），香港教育家，現任香港聖公會大主教教育顧問，1968年至2006年任聖保羅書院第10任校長，是該校在職時間最長的校長及首位華人校長，期間曾參與不少與教育有關的公職，當中包括教育統籌委員會當然委員等等，1989年獲頒MBE勳銜。他在1991年至1995年任立法局委任議員，但任內於1994年發生「夏永豪事件」而受批評。

## 生平

### 早年生涯
夏永豪在1937年5月21日出生於中國廣東，父母分別為夏約翰及麥恩明。夏永豪少時舉家移居香港，1948年至1957年就讀於拔萃男書院（與前拔萃男書院校長黎澤倫為同屆同學，在1955年英文中學會考中考獲英文、地理、歷史、聖經、物理以及化學6科「良」等成績），1957年至1960年升讀香港大學，主修歷史，1960年畢業。其後於1963年至1965年在港大攻讀得教育文憑，1976年取得蘇格蘭學校行政研究中心證書，復於1987年入讀教育署為學校行政人員而設的行政發展課程。

### 教育生涯
夏永豪早年自1960年至1968年於拔萃男書院任教，1968年起出任聖保羅書院校長及校監，同時又任該校小學部校監、以及夜校校長及校監等職。在任聖保羅書院校長期間，該校有一定發展，學校在2001年正式加入「直接資助計劃」，並於2003年開始校園擴建工程。在1999年，由於夏永豪已年過60歲，加上聖保羅書院仍屬資助學校，當年教育署遂透過《中學資助則例》，拒絕延長其校長任期。夏永豪隨後連同15名聖公會轄下，同樣不獲准延遲退休的資助中小學校校長入稟高等法院，控告教育署違反《教育條例》，最終被裁定得值。夏永豪此後繼續出任校長，至2006年2月28日才正式從聖保羅書院退休，前後任職共計近38年。
另一方面，夏永豪亦曾出任多項與教育有關的公職。他在1968年成為香港補助學校議會成員，後於1973年至1991年出任主席；此外自1972年至2002年任香港大學校董、1986年至1988年任香港演藝學院校董及自1985年至1993年任大學及理工教育資助委員會委員等等。夏永豪在1986年獲港府委任為非官守太平紳士，後於1989年英女皇壽辰名單中榮獲MBE勳銜，同年獲港府委任為教育委員會委員，至1990年1月1日起出任主席，同時兼任教育統籌委員會當然委員，任內有份制定教統會第四號及第五號報告書，隨後於1992年卸任。在1995年至1999年，夏永豪曾任嶺南學院校董會及諮議會成員，他後在2006年1月獲委任為嶺南大學諮議會成員。

### 其他公職
在1991年，夏永豪獲港督衛奕信爵士委任為立法局委任議員，任內曾在1991年至1995年出任英聯邦議會協會香港分會會員，以及在1993年至1996年任香港愛滋病顧問局成員。然而，夏永豪任內與李國寶曾一同被調查指是活躍率最低的議員。另外在1994年12月，夏永豪又被揭發涉嫌濫用議員津貼，購買一個藝康牌相機鏡片及一本電子版《聖經》，結果招來輿論抨擊。有關醜聞在當時被稱為「夏永豪事件」，事後引起輿論要求為議員制定操守指引，以防範類似事件再度發生。在1995年立法局選舉，港督彭定康取消委任議席，夏永豪並無尋求透過直選連任而退出立法局。
夏永豪於1981年至2007年間亦為香港聖公會教育幹事，曾參與反對特區政府就《校本條例》立法，不滿有關設立法團校董會的改革，認為校董會加入教師及家長代表，會損害教會本身的辦學自主權。夏永豪曾就此議題與時任教育統籌局羅范椒芬（後來改任教育統籌局常任秘書長）展開激烈爭辯，不過有關條例最後仍然在2004年7月獲立法會通過。夏永豪卸任教育幹事後，改任香港聖公會大主教教育顧問至今。

## 家庭
夏永豪1963年娶吳麗蓮為妻，兩人育有三名兒子。另外夏永豪亦為YMCA會員。

## 部份著作
- Timothy Ha, A Short History of the Far East, Hong Kong: Ling Kee, 1964.

（夏永豪，《遠東簡史》，香港：齡記，1964年。）
- Ha WH, Hallward C, A Pictorial World History, 3 Volumes, Hong Kong: Long Man, 1969.

（夏永豪、C·夏爾沃德，《圖解世界歷史》，共三冊，香港：朗文，1969年。）
註：為方便讀者，以上中文書名皆由維基編輯自行翻譯，絕不是指這些著作備有中文譯本，讀者亦不應視以上譯名為中文版書名。

## 榮譽
- J.P. （非官守，1986年2月6日）
- M.B.E. （1989年女皇壽辰名單 （页面存档备份，存于））

## 外部連結
- 聖保羅書院 （页面存档备份，存于）

| 學術機關職務             | 學術機關職務                       | 學術機關職務      |
| ------------------------ | ---------------------------------- | ----------------- |
| 前任： 韋爾思 （代校長） | 聖保羅書院校長 第10任（1968—2006） | 繼任： 甘納德博士 |